# Maledette Rockstar
Maledette Rockstar è il settimo album in studio del gruppo musicale italiano Maisie, pubblicato nel 2018.

## Tracce

### Disco 1
1. Benvenuti in Paradiso (voce di Emiliano Rubbi e Cinzia La Fauci) – 2:40 (testo: Alberto Scotti – musica: Fabio Brunelli)
2. Maledette rockstar (voce di Carmen D'Onofrio) – 3:42 (testo: Alberto Scotti – musica: Alberto Scotti e Andrea Tich)
3. Sono sempre i migliori che se ne vanno (voce di Cinzia La Fauci) – 6:35 (testo: Alberto Scotti – musica: Alberto Scotti e Cinzia La Fauci)
4. Dio è morto (voce di Cinzia La Fauci) – 3:09 (testo: Alberto Scotti – musica: Sandro Marangoni e Alberto Scotti)
5. Madama Dorè (voce di Serena Tringali e Cinzia La Fauci) – 4:21 (testo: Alberto Scotti – musica: Michele Alessi)
6. Io sono una rockstar (voce di Cinzia La Fauci) – 3:00 (testo: Alberto Scotti – musica: Emiliano Liberatori)
7. Che fico! (voce di Cinzia La Fauci) – 3:38 (testo: Ferruccio Fantone e Luigi Francesco Mazzardo – musica: Valerio Liboni, Carlo Lena e Pippo Franco)
8. Vincenzina e il call center (versione "uguale") (voce narrante di Alberto De Benedetti, voce di Cinzia La Fauci, Emiliano Rubbi, Ance) – 4:41 (testo: Alberto Scotti – musica: Sandro Marangoni e Alberto Scotti)
9. Certe notti (voce narrante di Carmen D'Onofrio, voce di Cinzia La Fauci e di Alberto De Benedetti) – 8:51 (testo: Alberto Scotti – musica: Alberto Scotti e Andrea Tich)
10. Un programma politico sintetico, inefficace ma divertente (voce di Cinzia La Fauci e di Claudio Milano) – 1:17 (Alberto Scotti)
11. Saggio breve di straordinaria sagacia sul rapporto tra la "sinistra" italiana e i suoi elettori tra il 1994 e il 2013 (voce di Cinzia La Fauci, di Alberto De Benedetti e di Francesca Pongiluppi) – 1:52 (testo: Alberto Scotti – musica: Nico Sambo)
12. Siamo solo noi (voce di Carmen D'Onofrio) – 5:23 (Alberto Scotti)
13. Ammazza il corvaccio! (voce narrante di Cinzia La Fauci, voce di Diego Palazzo e di Emiliano Rubbi) – 4:59 (testo: Alberto Scotti – musica: Nicola Mazzocca)
14. Aria (voce di Fabio Soregaroli e di Cinzia La Fauci) – 7:33 (testo: Alberto Scotti – musica: Sandro Marangoni e Alberto Scotti)
15. Folkpolitik (The Vittorio Sgarbi’s torture show) (voce narrante di Cinzia La Fauci, voce di Carmen D'Onofrio, Alberto De Benedetti e Claudio Milano) – 4:27 (testo: Alberto Scotti – musica: Donato Epiro)
16. Donna pesce (voce narrante di Carmen D'Onofrio, voce di Roberto Cosimi, Cinzia La Fauci e Emiliano Rubbi) – 5:54 (testo: Alberto Scotti – musica: Donato Epiro)
17. La canzone di Marinella (voce di Cinzia La Fauci) – 1:42 (Alberto Scotti)

Durata totale: 73:44

### Disco 2
1. Ruderi e macerie #3 (voci di Claudio Milano) – 2:55 (testo: Claudio Milano – musica: Alberto Scotti e Claudio Milano)
2. Wilma e il diavolo (voce narrante di Carmen D'Onofrio, voce di Carmen D'Onofrio, Claudio Milano, Silvia Saracino e Emiliano Rubbi) – 2:46 (testo: Alberto Scotti – musica: Luigi Porto)
3. Il ragazzo della via Adriano (voce di Emiliano Rubbi e Cinzia La Fauci) – 3:17 (testo: Alberto Scotti – musica: Alberto Scotti e Nico Sambo)
4. Gesù (voce narrante di Alberto De Benedetti, vice di Michele Alessi e Cinzia La Fauci) – 0:48 (Alberto Scotti)
5. Porno nel liceo degli orrori (voce di Alberto Scotti, Serena Tringali, Cinzia La Fauci e Silvia Saracino) – 1:48 (Alberto Scotti)
6. Ozzy ha un nuovo pantalone (voce di Carmen D'Onofrio) – 3:44 (Alberto Scotti)
7. Padre Pio Kung Fu Master (Da Pietrel-Cina con furore) (voce di Andrea Tich, Cinzia La Fauci, Domenico Salomone, Alberto Scotti, Carmela Scotti, Anna Scavuzzo, Alberto De Benedetti) – 3:41 (testo: Alberto Scotti, Dario D'Alessandro e Domenico Salomone – musica: Andrea Tich)
8. Vincenzina e il call center (versione diversa) (voce di Alvaro Fella) – 4:19 (testo: Alberto Scotti – musica: Massimiliano Raffa)
9. Dottor Marchionne, mi dispiace doverle comunicare che il suo tumore è maligno: le restano al massimo due settimane di vita (strumentale) – 3:59 (musica: Sandro Marangoni e Donato Epiro)
10. L'atroce vendetta del nanetto Pingping (voce di Carmen D'Onofrio) – 5:59 (testo: Alberto Scotti – musica: Sandro Marangoni e Alberto Scotti)
11. Hyperbaric rendez-vous (voce di Piotta e Cinzia La Fauci) – 3:49 (testo: Piotta, adattamento di Alberto Scotti – musica: Le Forbici di Manitù)
12. Morire a colazione (voce di Cinzia La Fauci e Federica Pongiluppi) – 2:35 (testo: Alberto Scotti – musica: Donato Epiro)
13. La ballata della leggerezza (piovono rane...) (voce di Zappis e Cinzia La Fauci) – 4:02 (testo: Stefano Testa – musica: Alberto Scotti e Stefano Testa)
14. War! (voce di Serena Tringali) – 3:24 (Alberto Scotti)

Durata totale: 47:06